# 後距腓靱帯
後距腓靭帯（こうきょひじんたい、英語: posterior talofibular ligament）は、腓骨と距骨を連結する靭帯である。
腓骨の外顆から起こってほぼ水平に内側へ向かい、距骨後突起の外側結節に至る。